# Doc Gynéco

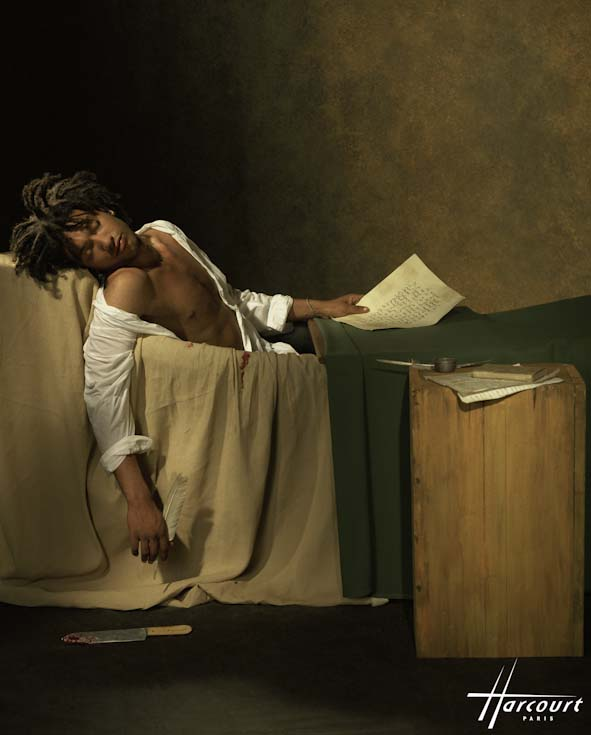
Doc Gynéco (1997) in einer Pose, die an das Gemälde Der Tod des Marat anspielt

Doc Gynéco (deutsch: Frauenarzt; * 7. Juli 1974 in Clichy-sous-Bois, Département Seine-Saint-Denis; bürgerlicher Name Bruno Beausir) ist ein französischer Rapper. Sein Spitzname wurde ihm am Ende seiner Jugend von seinen Freunden verliehen, um seine Qualitäten als Verführer zu rühmen.

## Leben
Bruno Beausir ist Sohn einer Mutter von den Antillen und eines französischen Vaters, der die beiden 1990 verließ. Seine Kindheit war von Armut geprägt, seine Mutter bezog seinen Angaben zufolge SMIC (den gesetzlichen Mindestlohn in Frankreich).
Er lernt den Rapper Gilles Duarte, genannt Stomy Bugsy, kennen, der neben dem Rapper Passi einer seiner besten Freunde wird, und ließ sich in Sarcelles nieder. Dort brachte er 1993 mit der Rap-Formation „Ministère AMER“ sein erstes Album Autopsie heraus.
Die Plattenfirma Virgin Records nahm ihn 1994 unter Vertrag vor. Er veröffentlichte 1996 sein erstes, zusammen mit einem Orchester in Los Angeles aufgenommenes Album Première consultation (deutsch: „erste Sprechstunde“) veröffentlicht, dessen zum Teil als provokant aufgefasste Texte zahlreiche negative Kritiken hervorriefen. Dieses Album wurde dennoch mit Platin-Schallplatte ausgezeichnet.
1997 wurde er beim französischen Musikwettbewerb „Victoires de la musique“ in der Kategorie Entdeckung des Jahres nominiert. 1998 erschien sein zweites Album „Liaisons dangereuses“, auf dem sich ein Duett mit Bernard Tapie befindet: C'est beau la vie. 2001 erschien das in London aufgenommene Album Quality Street, dessen Texte von zahlreichen anderen Sängern interpretiert werden. 2002 veröffentlicht er das Album Solitaire, das im Rahmen der „Victoires de la musique“ im folgenden Jahr zum besten Rap- bzw. Hip-Hop-Album gewählt wurde. Mit anderen Rappern wie Corneille oder Arsenik beteiligte sich Doc Gynéco am Originalsoundtrack des Films „Taxi 3“.
2006 brachte der Künstler die Alben Un Homme nature und Doc enregistre au quartier und veröffentlichte eine Autobiographie mit dem Titel Un Homme nature, in der er seine Kindheit und seine amourösen Eroberungen schilderte.
Doc Gynéco ist Eigentümer des Labels „Virgin Rue“. In einem Interview mit dem Fernsehproduzenten und Showmaster Thierry Ardisson erklärte er, Frau und Kind zu haben, mit diesen aber nicht zusammenzuleben.
2001 gab der Künstler an, der Parti socialiste nahezustehen, trat 2006 aber der konservativen UMP bei und kündigte seine Unterstützung für Nicolas Sarkozy im Präsidentschaftswahlkampf 2007 an. Laut eigenen Aussagen betrachtet er Sarkozy „einen Freund“ (un ami). Die Sozialpolitik des konservativen Politikers soll ihm zufolge den Einwohnern der Vorstädte (banlieues) deren Würde zurückgeben und diese von ihrer Versorgungsmentalität abbringen. Französischen Rapper hielten Doc Gynéco aufgrund dessen konservativer Positionen für manipuliert.

## Diskografie

### Alben
| Jahr | Titel                                    | Höchstplatzierung, Gesamtwochen, AuszeichnungChartplatzierungen (Jahr, Titel, Platzierungen, Wochen, Auszeichnungen, Anmerkungen) | Höchstplatzierung, Gesamtwochen, AuszeichnungChartplatzierungen (Jahr, Titel, Platzierungen, Wochen, Auszeichnungen, Anmerkungen) | Höchstplatzierung, Gesamtwochen, AuszeichnungChartplatzierungen (Jahr, Titel, Platzierungen, Wochen, Auszeichnungen, Anmerkungen) | Anmerkungen |
| Jahr | Titel                                    | FR | BEW | CH | Anmerkungen |
| ---- | ---------------------------------------- | --- | --- | --- | ----------- |
| 1996 | Première consultation                    | FR2 ×2Doppelplatin · (97 Wo.)FR                                                                                                   | BEW23 (43 Wo.)BEW | — |             |
| 1998 | Doc Gynéco présente Liaisons dangereuses | FR5 ×2Doppelgold · (12 Wo.)FR | — | — |             |
| 2001 | Quality Street                           | FR19 (7 Wo.)FR | BEW22 (4 Wo.)BEW | — |             |
| 2002 | Solitaire                                | FR21 (9 Wo.)FR | BEW22 (5 Wo.)BEW | CH88 (2 Wo.)CH |             |
| 2005 | Un homme nature                          | — | BEW39 (7 Wo.)BEW | — |             |
| 2006 | Doc Gynéco enregistre au quartier        | FR15 (7 Wo.)FR | — | — |             |
| 2008 | Peace Maker                              | FR108 (1 Wo.)FR | — | — |             |
| 2018 | 1000%                                    | FR113 (2 Wo.)FR | BEW146 (2 Wo.)BEW | — |             |

Weitere Alben
- 2003: Best of
- 2003: Quality Street
- 2004: Menu Best of
- 2016: Première consultation (édition 20e anniversaire)

### Singles
| Jahr | Titel Album                                          | Höchstplatzierung, Gesamtwochen, AuszeichnungChartplatzierungen (Jahr, Titel, Album, Platzierungen, Wochen, Auszeichnungen, Anmerkungen) | Höchstplatzierung, Gesamtwochen, AuszeichnungChartplatzierungen (Jahr, Titel, Album, Platzierungen, Wochen, Auszeichnungen, Anmerkungen) | Höchstplatzierung, Gesamtwochen, AuszeichnungChartplatzierungen (Jahr, Titel, Album, Platzierungen, Wochen, Auszeichnungen, Anmerkungen) | Anmerkungen       |
| Jahr | Titel Album                                          | FR | BEW | CH | Anmerkungen       |
| ---- | ---------------------------------------------------- | --- | --- | --- | ----------------- |
| 1996 | Viens voir le docteur Première consultation          | FR37 (9 Wo.)FR | — | — |                   |
| 1996 | Nirvana Première consultation                        | FR24 (9 Wo.)FR | BEW21 (7 Wo.)BEW | — |                   |
| 1997 | Vanessa Première consultation                        | FR27 (9 Wo.)FR | — | — |                   |
| 1997 | Né ici Première consultation                         | FR18 (14 Wo.)FR | — | — |                   |
| 1997 | Ma s... à moi Première consultation                  | FR19 Gold · (15 Wo.)FR | — | — |                   |
| 1998 | Passement de jambes Première consultation            | FR53 (12 Wo.)FR | — | — |                   |
| 1998 | Oyé sapapaya                                         | FR45 (9 Wo.)FR | — | — | mit Stomy Bugsy   |
| 1998 | C’est beau la vie Liaisons dangereuses               | FR11 (14 Wo.)FR | BEW34 (2 Wo.)BEW | — | mit Bernard Tapie |
| 1999 | Mauvais garçon                                       | FR50 (11 Wo.)FR | — | — | mit Assia         |
| 2001 | Caramel Quality Street                               | FR68 (5 Wo.)FR | — | — |                   |
| 2002 | Funky maxime & Solitaire Solitaire                   | FR35 (13 Wo.)FR | — | — |                   |
| 2003 | Frotti-frotta (c’est l’amour qui contrôle) Solitaire | FR52 (9 Wo.)FR | — | — |                   |
| 2003 | Taxi Best Of                                         | FR78 (6 Wo.)FR | — | — |                   |

Weitere Singles
- 2002: West Indies
- 2004: Budget 2004

### Gastbeiträge
| Jahr | Titel Album                                       | Höchstplatzierung, Gesamtwochen, AuszeichnungChartplatzierungen (Jahr, Titel, Album, Platzierungen, Wochen, Auszeichnungen, Anmerkungen) | Höchstplatzierung, Gesamtwochen, AuszeichnungChartplatzierungen (Jahr, Titel, Album, Platzierungen, Wochen, Auszeichnungen, Anmerkungen) | Höchstplatzierung, Gesamtwochen, AuszeichnungChartplatzierungen (Jahr, Titel, Album, Platzierungen, Wochen, Auszeichnungen, Anmerkungen) | Anmerkungen                                       |
| Jahr | Titel Album                                       | FR | BEW | CH | Anmerkungen                                       |
| ---- | ------------------------------------------------- | --- | --- | --- | ------------------------------------------------- |
| 1998 | Affaires de famille Quelques gouttes suffisent... | FR44 (13 Wo.)FR | — | — | Ärsenik feat. Doc Gynéco                          |
| 2006 | Le temps passe Ma vérité                          | FR4 (20 Wo.)FR | BEW9 (14 Wo.)BEW | CH54 (9 Wo.)CH | Johnny Hallyday & Ministere Amer feat. Doc Gyneco |

## Filmografie (Auswahl)
als Schauspieler
- 2007: Ali Baba und die 40 Räuber (Ali Baba et les 40 voleurs, Fernsehzweiteiler)